# Arteaga (Michoacán)
Arteaga es una localidad al sur del estado mexicano de Michoacán, cabecera del municipio homónimo.

## Historia
Hacia 1887 el pequeño caserío conocido con el nombre de El Carrizal adquirió el reconocimiento administrativo como pueblo bajo el nombre de El Carrizal de Arteaga, en memoria del general José María Arteaga. En 1894 la localidad adquirió carácter de cabecera municipal con el nombre de Arteaga.

## Geografía
La localidad de Arteaga se encuentra en la ubicación 18°21′0″N 102°16′59″O / 18.35000, -102.28306, a una altitud de 864 m s. n. m. Según la clasificación climática de Köppen el clima de Arteaga corresponde a la categoría Aw, (tropical de sabana). Abarca una superficie de 4.354 km². Se ubica a una distancia de 189 km de la capital del estado de Michoacán.

## Población
La localidad tiene una población de 11 046 habitantes, lo que representa un incremento promedio de 0.48 % anual en el período 2010-2020 sobre la base de los 10 537 habitantes registrados en el censo anterior. Al año 2020 Arteaga presentaba una densidad de 2537 hab/km². Por su población es la 45.ª localidad más poblada de Michoacán.
En el año 2010 estaba clasificada como una localidad de grado medio de vulnerabilidad social.
La población de Arteaga está mayoritariamente alfabetizada (6.74 % de personas analfabetas al año 2020) con un grado de escolarización promedio superior a 8.5 años. Solo el 0.28 % de la población se reconoce como indígena.

### Población de Arteaga 1900-2020[8]
| Gráfica de evolución demográfica de Arteaga entre 1900 y 2020                                     |
|                                                                                                   |
| Población de los censos del Instituto Nacional de Estadística y Geografía (INEGI) de 1900 a 2020. |